# Като, Коити
Коити Като (яп. 加藤紘一 Коити Като,  17 июня 1939, Нагоя, Япония — 9 сентября 2016, Токио, Япония) — японский государственный деятель, генеральный секретарь кабинета министров Японии (1991—1992).

## Биография
Родился в семье политика и депутата Палаты представителей от Либерально-демократической партии (ЛДП) Сейзо Като. Вырос в городе Цуруока, префектура Ямагата. После избрания отца депутатом семья переехала в Токио.
В 1964 г. окончил юридический факультет Токийский университет, поступил на государственную службу в МИД, работал в Тайбэе (Тайвань) и Вашингтоне (США), где продолжил получение образования. В 1967 г. он получил степень магистра в Гарвардском университете. Вернулся в Японию в 1970 г. и стал заместителем генерального секретаря Китайского отдела Азиатского бюро Министерства иностранных дел.
После смерти своего отца в 1965 г. он успешно победил на выборах 1972 года в его избирательном округе. Во многом карьерой обязан также своей жене, которая была подругой детства жены Ясухиро Накасонэ.
Входил в правительство страны:
- 1978—1980 гг. — заместитель главного секретаря кабинета министров Японии,
- 1984—1986 гг. — директор Управления национальной обороны Японии,
- 1991—1992 гг. — главный секретарь кабинета министров Японии.

В 1980-х гг. оказался вовлечен в так называемый Recruit-Cosmos, связанный с финансово мотивированным лоббизмом со стороны этой рекрутинговой компании.
Также занимал ведущие позиции в иерархии ЛДП:
- 1994—1995 гг. — политический председатель,
- 1995—1998 гг. — генеральный секретарь,
- 1998—2001 гг. — руководитель фракции «Кочикай»,
- 2001—2002 гг. — руководитель фракции «Кочикай» (Katō-Faktion). В декабре 2001 г. он был утвержден специальным председателем Палаты представителей по борьбе с терроризмом.

В 2001 г. произошло так называемое «восстание Като». В этот период партия столкнулась с рекордным падением рейтинга премьер-министра Ёсиро Мори до уровня в 18 %. Убедившись в одобрении фракции «Ямасаки», Като решил вынести внутрипартийный вотум недоверия Мори. Однако генеральному секретарю ЛДП Хирому Нонака удалось заставить большинство членов «Кочикай» не голосовать против Мори, угрожая кадровыми выводами. Като и большинство его сторонников воздержались при голосовании 20 ноября, поскольку сместить премьера было невозможно. Результатом этого «восстания Като» стал раскол фракции «Кочикай» и дискредитации сторонников «Ямасаки» и Като в партии, которые в свою очередь угрожали сотрудничество с оппозиционной ДПЯ.
После скандала с уклонением от уплаты налогов он последовательно лишился постов руководителя фракции, члена партии и депутатского мандата. На выборах в ноябре 2003 года он баллотировался как независимый кандидат и был переизбран. Затем он вернулся в ЛДП и на некоторое время (до сентября 2005 г.) также вернулся в «Кочикай». С одной стороны он поддерживал реформы премьера Коидзумии в то же время подверг критике его визиты в храм Ясукуни и размещение в Ираке сил самообороны.
В августе 2006 г. его дом был сожжен правым националистом и политик предупредил, что Япония может быть захвачена опасной волной национализма.
В 2008 г. был избран председателем Ассоциации Японо-китайской дружбы.
На выборах в Палату представителей 2012 г. он проиграл независимому кандидату после 13 последовательных побед на выборах.